# Mauro Cantoro
Roberto Mauro Cantoro (ur. 1 września 1976 w Ramos Mejía) – argentyński piłkarz występujący na pozycji pomocnika.
Jest wychowankiem argentyńskiego CA Vélez Sarsfield. Z Vélez był wypożyczany do peruwiańskiego Universitario de Deportes, z którym dwa razy zdobył mistrzostwo Peru. Następnie był zawodnikiem argentyńskiego Atlético de Rafaela i włoskiego Ascoli Calcio. Od października 2001 roku do grudnia 2009 roku występował w Wiśle Kraków, z którą pięć razy został mistrzem Polski oraz dwa razy zdobył puchar kraju. Z Wisły przeszedł do Odry Wodzisław Śląski.
Cantoro ma za sobą występy w reprezentacji Argentyny U-17. W 1993 roku wystąpił w jej barwach na Mistrzostwach Ameryki Południowej U-17 w Kolumbii oraz na Mistrzostwach Świata U-17 w Japonii.

## Kariera klubowa

### CA Vélez Sársfield (1994–2000)
Mauro Cantoro jest wychowankiem klubu CA Vélez Sarsfield. W argentyńskiej Primera A zadebiutował 24 kwietnia 1994 roku w spotkaniu z River Plate. Sezon 1996/97 Cantoro rozpoczął w składzie Vélez Sársfield, występując w pięciu meczach turnieju Apertura ligi argentyńskiej.

#### Wypożyczenie do Atlético de Rafaela
Na drugą część sezonu 1996/97 został wypożyczony do występującego w niższej lidze Nacional B klubu Atlético de Rafaela. Grał tam w rozgrywkach grupy mistrzowskiej argentyńskiej drugiej ligi. W ligowym debiucie w barwach Atlético, w meczu przeciwko CA All Boys strzelił bramkę. W sumie, w turnieju Clausura 1997 zdobył sześć goli dla Atlético. W meczu z Central Córdoba strzelił dwie bramki. Zdobył również po bramce w meczach z Morón, Los Andes oraz ponownie z CA All Boys.

#### Powrót do Vélez
W lipcu 1997 roku powrócił do zespołu Vélez Sársfield. Nie grał jednak w turnieju Apertura 1997 w pierwszym zespole Vélezu, występował w zespole rezerwowym.

#### Wypożyczenie do Universitario
W 1998 roku Cantoro trafił do peruwiańskiego klubu Universitario de Deportes, do którego ściągnął go trener Osvaldo Piazza, który w latach 1994–1997 był szkoleniowcem Vélezu Sarsfield. Miał tam grać na zasadzie wypożyczenia do czerwca 1998 roku. W swoim ligowym debiucie w barwach Universitario, w meczu pierwszej kolejki turnieju Apertura 1998 ligi peruwiańskiej z Melgar strzelił dwa gole. Argentyczńczyk tak dobrze radził sobie w klubie z Limy, że działacze Universitario już w marcu złożyli wniosek o przedłużenie wypożyczenia Cantoro do grudnia 1998 roku. Cantoro wygrał razem z Universitario turniej Apertura sezonu 1998 ligi peruwiańskiej. Argentyńczyk strzelił 11 bramek dla Universitario w tym turnieju. Przez peruwiańskich dziennikarzy wybrany został najlepszym obcokrajowcem turnieju.

#### Powrót do Vélez i powtórne wypożyczenie do Universitario
Po zakończeniu turnieju wrócił do Vélezu Sarsfield, gdzie zagrał w jednym meczu turnieju Apertura 1998 ligi argentyńskiej. Został jednak powtórnie wypożyczony do Universitario de Deportes, gdzie dokończył sezon 1998. We wrześniu i październiku występował z Universitario na turnieju Copa Merconorte, w którym zdobył trzy bramki w sześciu meczach. Turniej Clausura sezonu 1998 ligi peruwiańskiej wygrał zespół Sporting Cristal. W dwumeczu o mistrzostwo Peru lepsze było Universitario i to ono zdobyło tytuł. Cantoro w turnieju Clausura strzelił 2 gole. W sumie, w sezonie 1998 zdobył dla swojego zespołu 13 bramek.

#### Kolejny powrót do Vélez
W 1999 roku Cantoro powrócił do Vélezu Sársfield i wystąpił w jego barwach w jednym meczu turnieju Clausura sezonu 1998/99 ligi argentyńskiej.

#### Kolejne wypożyczenie do Universitario
W lipcu 1999 roku Cantoro został po raz kolejny wypożyczony do peruwiańskiego Universitario, na okres pół roku. W sezonie 1999 zajął ze swoją drużyną drugie miejsce w turnieju Clausura. Cantoro zdobył 9 bramek dla klubu z Limy, w turnieju Clausura. Finałowy dwumecz z zespołem Alianza Lima wygrało Universitario, dzięki czemu Cantoro został po raz drugi z rzędu mistrzem Peru. W turnieju Copa Merconorte 1999 Cantoro zdobył jedną bramkę, w czterech meczach.

#### Wypożyczenie do Blooming i występy w Copa Libertadores
Po okresie gry w Peru Mauro Cantoro przeniósł się do Boliwii, do drużyny Blooming. W turnieju Apertura sezonu 2000 zdobył dla swojej drużyny dwie bramki. Z drużyną Blooming występował również w rozgrywkach Copa Libertadores, gdzie zagrał w sześciu meczach fazy grupowej. Drużyna Blooming zajęła trzecie miejsce w swojej grupie i odpadła z dalszej części rozgrywek Copa Libertadores.

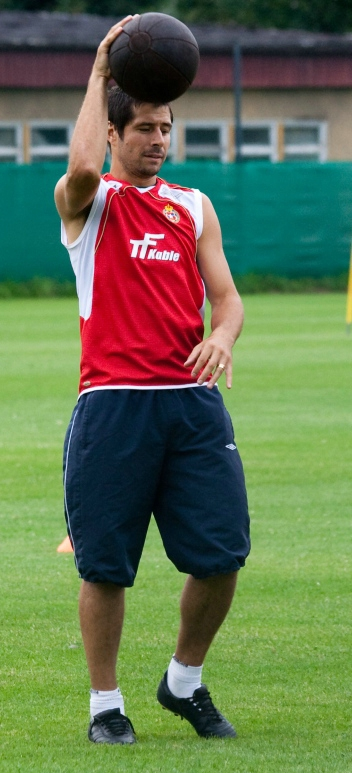
Cantoro na treningu Wisły

### Atlético de Rafaela (2000)
W czerwcu 2000 roku wygasł kontrakt Cantoro z klubem CA Vélez Sarsfield. Zawodnik postanowił przenieść się do argentyńskiego klubu Atlético de Rafaela, w którym już wcześniej występował. W pierwszym meczu ligowym w barwach nowej drużyny z Olimpo Bahía Blanca zdobył bramkę doprowadzając do wyniku 1:1. W sumie, barwach Atlético strzelił trzy bramki w lidze Nacional B.

### Ascoli Calcio (2001)
W 2001 roku Mauro Cantoro przeszedł do włoskiego klubu Ascoli Calcio. W Serie C1 zdobył dwie bramki w dziewięciu meczach.

### Wisła Kraków (2001–2009)
W październiku 2001 roku został zawodnikiem Wisły Kraków. Z Wisłą Kraków pięć razy zdobył mistrzostwo Polski, w sezonach 2002/03, 2003/04, 2004/05, 2007/08 i 2008/09. Dwukrotnie wywalczył z zespołem "Białej Gwiazdy" Puchar Polski w sezonach 2001/02 i 2002/03. 31 grudnia 2009 wygasł jego kontrakt z krakowskim klubem. Wisła zdecydowała, że nie przedłuży z nim umowy.

### Odra Wodzisław (2010)
18 stycznia 2010 Cantoro podpisał kontrakt z Odrą Wodzisław. Zawodnik związał się z klubem do końca rundy wiosennej sezonu 2009/10.

### Powrót do Argentyny
Po zakończeniu sezonu 2009/10 Cantoro postanowił powrócić do Argentyny i w sierpniu 2010 roku podpisał kontrakt z klubem Juventud Antoniana, występującym w lidze Torneo Argentino A. W sierpniu 2011 roku Cantoro został zawodnikiem klubu Deportivo Morón, występującago w rozgrywkach Primera B Metropolitana.

## Kariera reprezentacyjna
Mauro Cantoro ma na koncie występy w reprezentacji Argentyny U-17. W 1993 roku występował w jej barwach na Mistrzostwach Ameryki Południowej do lat 17 w Kolumbii. Na mistrzostwach Cantoro zdobył razem z drużyną brązowy medal.
W sierpniu 1993 roku reprezentował Argentynę podczas Mistrzostw Świata U-17 w Japonii. Na mistrzostwach wystąpił we dwóch spotkaniach, z Australią oraz Kanadą. W meczu z reprezentacją Kanady zdobył bramkę, ustalając wynik spotkania na 5:0 dla Argentyny.

## Życie prywatne
Mauro Cantoro ma żonę Adrianę oraz dwóch synów Mauro i Tiago. Jego pradziadek urodził się w Galicji, skąd w 1915 roku wyemigrował do Argentyny. Piłkarz posiada obywatelstwo argentyńskie, włoskie i polskie. Obywatelstwo polskie zostało mu nadane 23 kwietnia 2008. Akt nadania obywatelstwa odebrał on w Krakowie 16 maja 2008.
Przez kilka miesięcy był asystentem trenera Universitario de Deportes.

## Statystyki
(stan na 30 czerwca 2010)
| Sezon         | Klub                         | Liga             | Liczba meczów | Liczba bramek |
| ------------- | ---------------------------- | ---------------- | ------------- | ------------- |
| Clausura 1994 | Vélez Sársfield              | Primera A        | 1             | 0             |
| 1994/1995     | Vélez Sársfield              | Primera A        | 0             | 0             |
| 1995/1996     | Vélez Sársfield              | Primera A        | 0             | 0             |
| Apertura 1996 | Vélez Sársfield              | Primera A        | 5             | 0             |
| Clausura 1997 | → Atlético de Rafaela (wyp.) | Nacional B       | ??            | 6             |
| Apertura 1997 | Vélez Sársfield              | Primera A        | 0             | 0             |
| 1998          | → Universitario (wyp.)       | Primera División | 30            | 13            |
| 1998/1999     | Vélez Sársfield              | Primera A        | 2             | 0             |
| Clausura 1999 | → Universitario (wyp.)       | Primera División | 20            | 9             |
| Apertura 2000 | → Blooming (wyp.)            | Primera División | 7             | 2             |
| Apertura 2000 | Atlético de Rafaela          | Nacional B       | ??            | 3             |
| 2000/2001 (w) | Ascoli Calcio                | Serie C1         | 9             | 2             |
| 2001/2002     | Wisła Kraków                 | Ekstraklasa      | 11            | 3             |
| 2002/2003     | Wisła Kraków                 | Ekstraklasa      | 20            | 0             |
| 2003/2004     | Wisła Kraków                 | Ekstraklasa      | 15            | 3             |
| 2004/2005     | Wisła Kraków                 | Ekstraklasa      | 21            | 1             |
| 2005/2006     | Wisła Kraków                 | Ekstraklasa      | 19            | 0             |
| 2006/2007     | Wisła Kraków                 | Ekstraklasa      | 16            | 1             |
| 2007/2008     | Wisła Kraków                 | Ekstraklasa      | 28            | 1             |
| 2008/2009     | Wisła Kraków                 | Ekstraklasa      | 20            | 1             |
| 2009/2010     | Wisła Kraków                 | Ekstraklasa      | 14            | 0             |
| 2009/2010     | Odra Wodzisław               | Ekstraklasa      | 12            | 0             |

## Sukcesy

### Zespołowe
Universitario de Deportes
- mistrzostwo Peru: 1998, 1999,

Wisła Kraków
- mistrzostwo Polski: 2002/03, 2003/04, 2004/05, 2007/08, 2008/09
- Puchar Polski: 2001/02, 2002/03

### Indywidualne
- Piłkarski Oscar "Pomocnik Ligi Polskiej": 2004